# Guilherme Pinto Basto
Guilherme Ferreira Pinto Basto (* 1. Februar 1864 in Lissabon; † 26. Juli 1957 ebenda) war ein portugiesischer Sportfunktionär und Unternehmer. Er gilt als Pionier des Fußball- und des Tennissports in Portugal.

## Leben
Basto wurde in Santa Catarina, einem Stadtteil der Hauptstadt Lissabon geboren, als Spross einer wohlhabenden und aristokratischen Familie. Nach ersten Schuljahren in Portugal besuchte er im Ausland verschiedene Schulen, darunter die südenglische Downside School, neben weiteren Schulen in Paris und Deutschland.
Der sportbegeisterte Basto engagierte sich nach seiner Rückkehr nach Portugal für verschiedene Sportarten. Er verdiente seinen Lebensunterhalt als Angestellter bei E. Pinto Basto & Cª Lda., der Handelsfirma seines Vaters Eduardo Pinto Basto, und war zudem Honorarkonsul und Handelsbevollmächtigter u. a. für Island und Siam und Generalkonsul von Dänemark in Portugal. Zwischenzeitlich war er zudem Teilhaber des traditionsreichen Porzellanherstellers Vista Alegre. Seine größte Aufmerksamkeit galt jedoch der sportlichen Aktivität und der Förderung sportlicher Organisationen. Neben Rollschuhlaufen und Rollhockey, Eishockey, Radsport, Pferderennen, Stierkampf, Segeln, Rudern, Autorennen und Golf waren es insbesondere Fußball und Tennis, für die er sich besonders einsetzte. Er gilt dabei als Vater und Pionier sowohl des portugiesischen Tennis als auch des portugiesischen Fußballs.
So gilt als erstes regelkonformes Fußballspiel in Portugal ein Zusammentreffen von 28 Sportfreunden in Cascais im Oktober 1888, unter maßgeblicher Initiative und Beteiligung Bastos. Bastos Brüder Eduardo und Frederico hatten zuvor vermutlich den ersten regulären Fußball aus England nach Portugal gebracht.
Basto übernahm danach auch verschiedene organisatorische Aufgaben. So war er maßgeblich beteiligt an der Gründung der beiden Sportvereine Club Internacional de Football und Sporting Club de Cascais. Auch die Gründung des portugiesischen Tennisverbands FPT am 16. März 1925 als Federação Portuguesa de Lawn-Tennis in Cascais geht auf Bastos Initiative zurück, deren erster Präsident er zudem wurde.
Basto war auch selbst als Sportler aktiv. So spielte er nicht nur am ersten Fußballspiel in Portugal 1888 mit, sondern auch bei vielen der von ihm mitinitiierten nationalen und internationalen Tennis-Wettbewerben in Portugal, darunter seine Mitwirkung bei den Portuguese International Championships 1901, wo er als 37-Jähriger bis ins Viertelfinale kam. Insgesamt war er neunmal portugiesischer Tennismeister.
Basto blieb sein Leben lang ein aktiver Sportler. So galt er im Jahr 1950 im Alter von 86 Jahren als ältester aktiver Tennisspieler Portugals.
In Cascais sind ein Fußballplatz und ein Sporthallenkomplex nach Guilherme Pinto Basto benannt. In Vila Franca de Xira und Fernão Ferro tragen zudem Straßen seinen Namen.